# Manon Fargetton
Œuvres principales
- Aussi libres qu'un rêve
- L'Héritage des Rois-Passeurs
- Les Illusions de Sav-Loar
- Le Suivant sur la liste
- Nos vies en l'air
- Tout ce que dit Manon est vrai
- À quoi rêvent les étoiles

Manon Fargetton, née le 25 septembre 1987, est une romancière française.

## Biographie
Manon Fargetton grandit à Saint-Malo,.
Elle est diplômée des Métiers d’Arts en régie de spectacle et titulaire d'un master en Études théâtrales. Pendant dix années, elle est régisseuse lumière au théâtre. Elle exerce simultanément pendant un temps ses métiers d'écrivaine et de régisseuse avant de se consacrer pleinement à l'écriture,.
Manon Fargetton se déplace également régulièrement dans les collèges et lycées pour discuter avec les adolescents de ses livres, de son métier et de la littérature,,,,.
Elle vit longtemps à Paris avant de retourner en Bretagne début 2023,.

## Œuvre
Manon Fargetton commence à écrire au lycée.
Elle est publiée pour la première fois en 2005 avec L'Autre, poème paru dans l'anthologie Premiers contacts. Elle publie ensuite son premier roman Aussi libres qu’un rêve en 2006 chez Mango, qui remporte quatre prix littéraires. Elle n'a que dix-huit ans.
En 2014, elle fait son retour en littérature jeunesse et publie, chez Rageot, la trilogie fantastique June, le thriller Le Suivant sur la liste qui remporte seize prix, Le Livre de toutes les réponses sauf une, ainsi que la série Les Plieurs de temps. Anthony à cinq minutes près, deuxième tome de la série Les Plieurs de temps, remporte en 2018 le prix Renaudot des benjamins.
En fantasy, elle publie, chez Bragelonne, L’Héritage des Rois-Passeurs et Les Illusions de Sav-Loar, deux romans prenant place dans le même univers et pouvant se lire indépendamment l'un de l'autre, mais dont certaines scènes se recoupent. Ces derniers remportent respectivement le prix Imaginales du meilleur roman francophone en 2016 et le prix Imaginales des lycéens en 2018.
Ses derniers romans, plus contemporains, traitent de nombreux sujets actuels : l'homophobie, la pauvreté ou encore la solidarité dans Quand vient la vague et En plein vol (coécrits avec Jean-Christophe Tixier) ; le suicide et l'acceptation de soi dans Nos vies en l'air ; le deuil et la solitude dans À quoi rêvent les étoiles (nommé pour le prix Pépites du Salon du Livre et de la Presse Jeunesse de 2020).
En 2021, elle choisit de s'adresser à un public plus adulte en publiant aux Éditions Héloïse d’Ormesson une autofiction intitulée Tout ce que dit Manon est vrai. Le livre raconte l'histoire d'une jeune fille de dix-sept ans, Manon, qui s'apprête à publier sa première bande-dessinée, grâce à un éditeur de 40 ans son aîné avec qui elle va entamer une relation amoureuse.
En 2022, elle publie son premier album dédié à la petite enfance, Le Très Grand Câlin, que la distance créée par la pandémie de Covid-19 lui a inspiré.
Le premier tome du Cycle des secrets, un roman fantasy pour grands adolescents et jeunes adultes, est sorti à l'automne 2023.
En 2024, son roman Nos vies en l'air est adapté en série télévisée de huit épisodes diffusée à partir du 25 octobre 2024 sur la plateforme France.tv Slash.

### Romans indépendants
- Aussi libres qu'un rêve, Mango, 2006Réédition, Castelmore, 2016 ; réédition en version poche et en version adaptée aux dyslexiques, Castelmore, 2017.
- Le Livre de toutes les réponses sauf une, Rageot, 2015Réédition en version poche, 2023.
- Quand vient la vague, Rageot, 2018Écrit avec Jean-Christophe Tixier.
- Dix jours avant la fin du monde, Gallimard Jeunesse, 2018Réédition, Gallimard, coll. « Folio SF » no 681, 2021
- Nos vies en l'air, Rageot, 2019
- En plein vol, Rageot, 2020Écrit avec Jean-Christophe Tixier.
- À quoi rêvent les étoiles, Gallimard Jeunesse, 2020
- Tout ce que dit Manon est vrai, Héloïse d'Ormesson, 2021

### TrilogieJune
1. Le Souffle, Mango, 2012Réédition, Rageot, 2014.
2. Le Choix, Mango, 2012Réédition, Rageot, 2014.
3. L'Invisible, Rageot, 2014

### DiptyqueLe Suivant sur la liste
1. Le Suivant sur la liste, Rageot, 2014
2. La Nuit des fugitifs, Rageot, 2015

- Le Suivant sur la liste - L'intégrale, Rageot, 2017

### Romans dans l’univers d'Ombre
- L'Héritage des Rois-Passeurs, Bragelonne, 2015Réédition, Milady, 2016 - Prix Imaginales du meilleur roman francophone 2016 [21].
- Les Illusions de Sav-Loar, Bragelonne, 2016Réédition, Milady, 2017 - Prix Imaginales des lycéens 2018 [15].

### SérieLes Plieurs de temps
1. Robin à la dernière seconde, Rageot, 2017
2. Anthony à cinq minutes près, Rageot, 2017 - Prix Renaudot des benjamins 2018[13].
3. Camille à l'heure de vérité, Rageot, 2018
4. Charly pour toujours, Rageot, 2018

### SérieLes Tisseurs de rêves
1. Manel et les Mélodies secrètes, Rageot, 2021
2. Anouk et les Liens invisibles, Rageot, 2022
3. Liam et les Dessins magiques, Rageot, 2022
4. Victor et les Cauchemars sauvages, Rageot, 2023

### TrilogieLe Cycle des secrets
1. Les Marches des géants, Gallimard Jeunesse, 2023, 400 p.  (ISBN 978-2-07-519142-5)Réédition, Gallimard, coll. « Folio SF » no 763, 2025, 400 p. (ISBN 978-2-07-310850-0)
2. Le Don des géants, Gallimard Jeunesse, 2024, 396 p.  (ISBN 978-2-07-519665-9)
3. Le Palais des géants, Gallimard Jeunesse, 2025, 504 p.  (ISBN 978-2-07-521230-4)

### Albums jeunesse
- Le Secret des elfes, Belin, 2019
- Le Très Grand Câlin, Milan, 2022[18]
- Zorage, Milan, 2023
- Ombreline, Milan, 2024
- J'ai un ami, Milan, 2025

## Adaptation à l'écran
- 2024 : Nos vies en l'air de Jonathan Cohen-Berry et Anthony Jorge, adaptation en série télévisée du roman du même nom publié en 2019.